# Full Immersion
Full Immersion è il secondo album del collettivo italiano Fuoco Negli Occhi, pubblicato nel 2008 da Relief Records.

## Tracce
1. Point Break
2. Graffi sul vetro Reload ft. Paura
3. Lacrime di fango ft. Ill Turco
4. Showgun ft. Specta
5. Pura sostanza ft. Shezan Il Ragio
6. Unable to Love ft. Liv Lraynge
7. Altamente infiammabile
8. L'impronta ft. Lugi
9. Epoca di plastica
10. L'inverno ft. Les Autres
11. Arma bianca
12. Massime di Ciro (skit)
13. Sud soldiers ft. Ciro
14. Calma apparente ft. Gianni KG / Seca cosmonauta (ghost track) (Seca Sek)
15. Lo stile del quartiere ft. MetroStars, Fadamat
16. Il kaos che ci accompagna ft. Masmystro / Cosmos pt. 2 (ghost track) ft. Mastino, Voltus, Deka, Fraia
17. Vorrei volere
18. Via d'uscita ft. Alessio Beltrami
19. Fuori controllo (bonus track from Toxiclabot)